# Lamine Conteh
Pour les articles homonymes, voir Conteh.
Muhammad Lamine Conteh Al Hidayah, dit Lamine Conteh né le 20 juin 1976 à Freetown au Sierra Leone et mort le 5 mai 2022, est un joueur de football international sierraléonais, qui évolue au poste de milieu de terrain.

## Biographie

### Carrière en club
Il joue 19 matchs en première division portugaise avec les clubs de Boavista et de Varzim.

### Carrière en sélection
Avec l'équipe de Sierra Leone, il joue entre 1994 et 2006. 
Il figure dans le groupe des sélectionnés lors des Coupes d'Afrique des nations de 1994 et de 1996.
Il joue également 5 matchs comptant pour les tours préliminaires de la coupe du monde 1998.

## Palmarès
| Boavista - Coupe du Portugal (1) : - Vainqueur : 1996-97. - Supercoupe du Portugal (1) : - Vainqueur : 1997. |  | Al Wahda - Championnat des Émirats arabes unis (2) : - Champion : 1998-99 et 2000-01. - Coupe des Émirats arabes unis (1) : - Vainqueur : 1999-00. - Coupe de la UAEFA (1) : - Vainqueur : 2001. |  | Perlis FA - Championnat de Malaisie (1) : - Champion : 2005. - Coupe de Malaisie (2) : - Vainqueur : 2004 et 2006. - Finaliste : 2005. - Coupe de la Fédération de Malaisie (2) : - Vainqueur : 2003 et 2006. |